# Jan Moravec (Morry)
Jan Moravec vystupuje na sociálních sítí jako Morry nebo Morryeej.
Je to Streamer a Youtuber moc rád pije alkoholické nápoje na streamech 
Platforma Twitch: Je oficiálním Twitch partnerem. Je součástí influencerské skupiny Dynamo Eclot.
Kontext a online aktivismus: Je známý svými názory a komentáři vůči rivalům, například v rámci rivality mezi týmy Dynamo Eclot a SINNERS, kdy si vtipně rýpl do soupeřova obsahu. 

### Twitch a statistika
- Twitch Partner – potvrzený status na platformě Streams Charts
- Twitch účet založen: leden 2017 Streams Charts
- Poslední stream nesl název: „ROZLOUČENÍ S TWITCHEM možná uplně poslední stream na Twitchi :(“ – proběhl 17. května (rok 2025) Streams Charts
- Za posledních 30 dní nebyl aktivní, což může naznačovat přechod na jinou platformu či pauzu

### Sociální média – Instagram
- Instagramový profil: @morry_eej – sleduje ho více než 164 000 lidí Instagram
- Bio: „YouTuber/Streamer : businessmorry@gmail.com : YT Morry : Pokud se směješ, účel jsem splnil ❤️“ Instagram
- Podle analýzy má Instagram vysokou angažovanost – průměrně 13,6 % engagement, přibližně 22 923 lajků a 83 komentářů na příspěvek StarNgage

### Influencer tým a rivalita
- Člen tvůrčího týmu Dynamo Eclot, který má rivalitu s SINNERS – jiným známým českým esportovým kolektivem PLAYzone.cz
- V listopadu 2023 veřejně reagoval na rivalitu – například komentoval banování fanoušků konkurenčního týmu, a označil to za chování „zpomalenců“ PLAYzone.cz

### Merch a spolupráce
- Dostupné informace uvádí, že spolupracuje s firmou GoMerch, která nabízí merchandising pro české a slovenské tvůrce – včetně Morryho (uváděné jako “Morry Ján Moravec”) gomerch.sk

1. ↑   Morry. YouTube [online]. [cit. 2025-08-20]. Dostupné online.
2. ↑   Morry. YouTube [online]. [cit. 2025-08-20]. Dostupné online.